# Silvia Szücs
Silvia Szücs (* 29. April 1993 in Košice) ist eine slowakische Handballspielerin.

## Karriere
Szücs spielte anfangs in der Bayernliga für 1. FC Nürnberg Handball 2009. Nachdem die Rückraumspielerin in der Saison 2011/12 die erfolgreichste Torschützin ihrer Mannschaft war, nahm sie der Zweitligist SVG Celle unter Vertrag. Mit Celle stieg sie 2014 in die Bundesliga auf. Ab dem Sommer 2015 bis zum 2017 stand sie beim TuS Metzingen unter Vertrag. Ab dem Sommer 2018 lief sie für den Zweitligisten TV Beyeröhde auf. Zwei Jahre später schloss sie sich dem Drittligisten Fortuna Düsseldorf an.
Szücs bestritt insgesamt 26 Partien für die slowakische Jugend- und Juniorinnennationalmannschaft. Seit 2014 gehörte sie dem Kader der slowakischen Nationalmannschaft an, für die sie fünf Länderspiele bestritt.

## Privates
Ihr Vater Csaba Szücs lief früher für die tschechoslowakische Handballnationalmannschaft auf. Ihr Bruder, der ebenso Csaba heißt, spielt ebenfalls Handball.